# Roger Rey
Pour les articles homonymes, voir Rey.
Pas d'image ? Cliquez ici

a Compétitions nationales et continentales officielles uniquement.

b Matchs officiels uniquement.
Roger Rey, né le 19 avril 1931 à Vedène et mort le 16 septembre 2022 à Orange,  est un joueur international français de rugby à XIII au poste de centre.
Il pratique le rugby à XIII dans le club local de Vedène. Repéré par un dirigeant du Pontet, M. Gustave Brun, ce dernier le signale à l'attention du président du club de rugby à XIII le R.C. Roanne, Claude Devernois. Ce dernier l'engage en 1951 au sein de son nouveau club monté l'U.S. Lyon-Villeurbanne. Pendant six années, R. Rey se constitue un grand palmarès avec le gain du Championnat de France en 1951 et 1955, ainsi que de la Coupe de France en 1953 et 1954. Cette équipe, sous la houlette des entraîneurs Robert Samatan puis de Charles Petit, engrange les titres et compte parmi ses coéquipiers Joseph Crespo, Guy Lucia, René Duffort, Maurice Voron et Jean Audoubert. Il quitte Lyon en 1956 pour revenir dans le Vaucluse. Il joue dans un premier temps au S.U. Cavaillon (1956-1960) puis termine sa carrière au S.O. Avignon.
Centre référence du Championnat de France, il compte également 21 sélections avec l'équipe de France, prenant part à la Coupe du monde en 1960, aux éditions de la Coupe d'Europe des nations en 1953, 1954 et 1956, ainsi qu'à la tournée de l'équipe de France de rugby à XIII en 1955 en Australie et Nouvelle-Zélande.

## Biographie

### Enfance, jeunesse et débuts sur Avignon
Roger Ernest Rey naît le 19 avril 1931 à Vedène (Vaucluse), à un jour d'intervalle dans la même ville que son futur coéquipier René Jean. Son père, Marcel Rey (né à Vedène en 1908 et mort à Avignon en 1981), est ouvrier d'usine, et sa mère, Marie Asuncion Doménèch (née à Silla en Espagne en 1910 et décédée à Avignon en 1992), sans profession. Il a un frère, Albert (1928-), et une soeur Louisette (1930-2017). 

### 1950: départ pour l'U.S. Lyon-Villeurbanne
Originaire de Vedène, il se rend dans le Rhône et joue durant six années au sein du club de Lyon qui occupe en ces temps d'après-guerre l'un des premiers rôles du Championnat de France. Il dispute trois finales de Championnat de France pour en remporter deux en 1951 et 1955. Ses coéquipiers lyonnais sont pour la plupart internationaux tels Jean Audoubert, Maurice Bellan, Maurice Voron, René Duffort, Joseph Vanel, François Montrucolis, Élie Brousse, Joseph Crespo et Joseph Krawczyk. Il compte également deux titres de Coupe de France : 1953 et 1954 bien que blessé il ne prend pas part aux finales. Il s'installe dès 1952 dans un poste de titulaire en équipe de France où ses qualités au poste de centre en fait une référence française des années 1950. Il compte entre 1952 et 1960 vingt-et-une sélections et des participations aux éditions de la Coupe d'Europe en 1953, 1954 et 1956, ainsi qu'à la Coupe du monde 1960. En club, après son passage lyonnais, il retourne dans le Vaucluse pour jouer à Cavaillon avec Montrucolis (avec une demi-finale de la Coupe de France 1959 disputée) et Avignon.
Retenu pour disputer la Coupe du monde 1957, Roger Rey renonce car il n'avait trouvé personne pour le remplacer dans son bar à Entraigues. Après deux années de ban par l'entraîneur national René Duffort, il est rappelé pour disputer la Coupe du monde 1960 qui se dispute en Angleterre.

### Palmarès
- Collectif : 
  - Vainqueur du Championnat de France : 1951 et 1955 (Lyon).
  - Vainqueur de la Coupe de France : 1953[5] et 1954[5] (Lyon).
  - Finaliste du Championnat de France : 1953 (Lyon).
  - Finaliste de la Coupe de France : 1951[5] (Lyon).

#### Coupe du monde
| Édition         | Rang      | Résultats France | Résultats Rey | Matchs Rey |
| --------------- | --------- | ---------------- | ------------- | ---------- |
| Angleterre 1960 | Quatrième | 0 v, 0 n, 3 d    | 0 v, 0 n, 3 d | 3/3        |

Légende : v = victoire ; n = match nul ; d = défaite.

#### Coupe d'Europe des nations
| Édition | Rang | Résultats France | Résultats Rey | Matchs Rey |
| ------- | ---- | ---------------- | ------------- | ---------- |
| 1953    | 4e   | 0 v 0 n 3 d      | 0 v 0 n 3 d   | 3/3        |
| 1954    | 3e   | 1 v 0 n 2 d      | 1 v 0 n 1 d   | 2/3        |
| 1956    | 2e   | 1 v 0 n 1 d      | 1 v 0 n 1 d   | 2/2        |

#### Détails en sélection en équipe de France
| 1.  | 25 octobre 1952   | Pays de Galles      | 16-22 | Coupe d'Europe | Centre | - | - | - | - |
| 2.  | 23 novembre 1952  | Autres Nationalités | 10-29 | Coupe d'Europe | Centre | - | - | - | - |
| 3.  | 7 novembre 1953   | Angleterre          | 5-7   | Coupe d'Europe | Centre | - | - | - | - |
| 4.  | 13 décembre 1953  | Pays de Galles      | 23-22 | Coupe d'Europe | Centre | - | - | - | - |
| 5.  | 9 janvier 1954    | États-Unis          | 31-0  | Test-match     | Centre | - | - | - | - |
| 6.  | 11 juin 1955      | Australie           | 8-20  | Test match     | Centre | - | - | - | - |
| 7.  | 2 juillet 1955    | Australie           | 29-28 | Test match     | Centre | 6 | 2 | - | - |
| 8.  | 23 juillet 1955   | Australie           | 8-5   | Test match     | Centre | - | - | - | - |
| 9.  | 19 octobre 1955   | Autres Nationalités | 19-32 | Coupe d'Europe | Centre | 3 | 1 | - | - |
| 10. | 11 avril 1956     | Grande-Bretagne     | 10-18 | Test-match     | Centre | - | - | - | - |
| 11. | 10 mai 1956       | Angleterre          | 23-9  | Coupe d'Europe | Centre | 3 | 1 | - | - |
| 12. | 1er novembre 1956 | Australie           | 8-15  | Test match     | Centre | - | - | - | - |
| 13. | 23 décembre 1956  | Australie           | 6-10  | Test match     | Centre | - | - | - | - |
| 14. | 3 janvier 1957    | Australie           | 21-25 | Test match     | Centre | - | - | - | - |
| 15. | 26 janvier 1957   | Grande-Bretagne     | 12-45 | Test-match     | Centre | - | - | - | - |
| 16. | 10 avril 1957     | Grande-Bretagne     | 14-29 | Test-match     | Centre | - | - | - | - |
| 17. | 24 septembre 1960 | Australie           | 12-13 | Coupe du monde | Centre | - | - | - | - |
| 18. | 1er octobre 1960  | Grande-Bretagne     | 7-33  | Coupe du monde | Centre | - | - | - | - |
| 19. | 8 octobre 1960    | Nouvelle-Zélande    | 0-9   | Coupe du monde | Centre | - | - | - | - |
| 20. | 13 octobre 1960   | Nouvelle-Zélande    | 22-11 | Test-match     | Centre | - | - | - | - |
| 21. | 11 novembre 1960  | Grande-Bretagne     | 10-21 | Test-match     | Centre | - | - | - | - |

#### Statistiques
| Saison    | Saison               | Championnat           | Championnat | Coupe           | Coupe      | Sélection | Sélection | Sélection | Sélection | Sélection | Sélection | Sélection |
| Saison    | Saison               | Comp.                 | Class.      | Comp.           | Class.     | Comp.     | M         | Pts       | Ess.      | Buts      | Dp.       |           |
| --------- | -------------------- | --------------------- | ----------- | --------------- | ---------- | --------- | --------- | --------- | --------- | --------- | --------- | --------- |
| 1950-1951 | US Lyon-Villeurbanne | Championnat de France | Vainqueur   | Coupe de France | Finaliste  |           |           |           |           |           |           |           |
| 1951-1952 | US Lyon-Villeurbanne | Championnat de France | 1/2 finale  | Coupe de France | 1/2 finale |           |           |           |           |           |           |           |
| 1952-1953 | US Lyon-Villeurbanne | Championnat de France | Finaliste   | Coupe de France | Vainqueur  | CE        | 2         | -         | -         | -         | -         |           |
| 1953-1954 | US Lyon-Villeurbanne | Championnat de France | 1/2 finale  | Coupe de France | Vainqueur  | CE        | 3         | -         | -         | -         | -         |           |
| 1954-1955 | US Lyon-Villeurbanne | Championnat de France | Vainqueur   | Coupe de France | 1/8 finale |           | 3         | 6         | 2         | -         | -         |           |
| 1955-1956 | US Lyon-Villeurbanne | Championnat de France | 10e         | Coupe de France | 1/4 finale | CE        | 3         | 6         | 2         | -         | -         |           |
| 1956-1957 | SU Cavaillon         | Championnat de France | 10e         | Coupe de France | 1/8 finale |           | 5         | -         | -         | -         | -         |           |
| 1957-1958 | SU Cavaillon         | Championnat de France | 10e         | Coupe de France | 1/8 finale |           |           |           |           |           |           |           |
| 1958-1959 | SU Cavaillon         | Championnat de France | 1/4 finale  | Coupe de France | 1/2 finale |           |           |           |           |           |           |           |
| 1959-1960 | SU Cavaillon         | Championnat de France | 8e          | Coupe de France | 1/8 finale |           |           |           |           |           |           |           |
| 1960-1961 | SO Avignon           | Championnat de France | 8e          | Coupe de France | 1/8 finale | CM        | 5         | -         | -         | -         | -         |           |
| 1961-1962 | SO Avignon           | Championnat de France | 9e          | Coupe de France | 1/4 finale |           |           |           |           |           |           |           |